# 마이클 오닐 (배우)
마이클 오닐(영어: Michael O'Neill, 1951년 5월 29일 ~ )은 미국의 배우이다. 영화 《고스트 스토리》(1981)에서 데뷔했다.

## 출연 작품

### 영화
- 더 트루스:무언의 제보자
- 달라스 바이어스 클럽
- 제이 에드가
- 그린 존
- 크레이지
- 트랜스포머
- 어리운드 더 베드
- 세컨핸드 라이온즈
- 씨비스킷
- 드림캐쳐
- 엠퍼러스 클럽
- 베가번스의 전설
- 비트 시티
- 댄서 텍사스
- 로렌조 오일
- 사랑의 파도
- 총을 든 내 아내
- 레인저 스카우트
- 사랑의 파도
- 스탠드오프
- 제니퍼 연쇄 살인 사건
- 어 콰이어트 리틀 메리지
- 고스트 스토리
- 플라잉 레슨
- 그림 슬리퍼

### 드라마
- 로스웰 시즌 1
- 웨스트윙 시즌 2, 3, 5, 7
- 24시 시즌 1
- 유닛 시즌 1
- 나인
- 크리미널마인드 시즌 3
- 프리즌 브레이크 시즌 4
- 멘탈리스트 시즌 1
- 고스트위스퍼러 시즌 4
- 마이애미 메디컬
- NCIS 시즌 8, 9
- 프라임 서스펙트
- CSI:마이애미 시즌 10
- 베가스
- 렉터파이 시즌 1 ~ 3
- 리졸리 앤 아일스 시즌 4
- 베이츠모텔 시즌 2, 3
- 엑시턴트 시즌 1